# Christa Leiffheidt
Christa Leiffheidt (* in Wiesbaden) ist eine deutsche Regisseurin und Dramaturgin.

## Leben
Christa Leiffheidt studierte Musik, Germanistik, Theater- und Musikwissenschaft in Mainz und Mannheim, erhielt parallel dazu eine Ballett- und Gesangsausbildung und nahm Schauspielunterricht nach Stanislavski und Strasberg. Nach zwei Staatsexamen absolvierte sie noch den Diplom-Studiengang Musiktheater-Regie in Hamburg und war Assistentin unter anderem von Hans Neuenfels, Ruth Berghaus, Herbert Wernicke, Götz Friedrich und Renate Ackermann.
Sie arbeitete am Nationaltheater Mannheim, an der Hamburgischen Staatsoper und der Deutschen Oper Berlin. Darüber hinaus war sie in verschiedenen Fest-Engagements am Institut für Musiktheater in Karlsruhe, am Städtebundtheater Hof und am Pfalztheater Kaiserslautern sowie Dozentin an der Opernschule der Hochschule für Künste Bremen und der Stage&Musical School in Frankfurt am Main.
Zwei Jahre leitete sie die Wiesbadener Opernschule. Im April 2000 gründete sie zusammen mit Studentinnen und Absolventen dieser Opernschule die Junge Oper Rhein-Main, die sich noch im selben Monat mit ihrer ersten Musiktheater-Produktion der Öffentlichkeit vorstellte.
Ab 2003 arbeitete sie als Regisseurin, Dramaturgin und Librettistin beim Opernfestival im Chiemgau, Gut Immling. Seit 2006 gibt sie szenischen Unterricht im Studio vocale und Zentrum Stimme in Saarbrücken und in anderen Städten.
Darüber hinaus ist sie auch im Bereich Kulturmanagement tätig.
Im Sommer 2010 initiierte sie zusammen mit engagierten Sonnenberger Bürgern die Wiederbelebung der Wiesbadener Burgfestspiele, die bereits 1903, 1953/54 und 1956/57 auf der Burg Sonnenberg stattgefunden hatten.
Bei diesen neu gegründeten Burgfestspielen in Wiesbaden-Sonnenberg inszenierte sie 2014 die Komödie Der Diener zweier Herren von Carlo Goldoni.
Wenig später schloss sich ein Kreis interessierter Kulturschaffender in dem gemeinnützigen Verein „Wiesbadener Burgfestspiele e.V.“ zusammen.
Am 26. Juli 2015 wirkte sie als Rezitatorin von Gedichten und Prosatexten in einem Konzert mit Dorothee Mields, Hille Perl und Lee Santana mit. Es fand statt im Historischen Kursaal von Bad Lauchstädt und wurde am 15. November 2016 in Wiesbaden neu gestaltet.
Im Sommer 2020 kreierte sie zusammen mit ihrem Team im Rahmen der Wiesbadener Burgfestspiele die neue Reihe „Musik trotz(t) Corona“. Das waren 18 wöchentlich stattfindende Benefiz-Konzerte, durch die viele freischaffende Profi-Musiker, die seit Monaten aufgrund der Pandemie keine Verdienstmöglichkeiten hatten, unterstützt werden konnten. Dafür hat die „Aktion Mutmacher“ (Schirmherr: Wolfgang Schäuble) den Wiesbadener Burgfestspiele e.V. zum „Mutmacher des Monats November“ ernannt. Dies sowie die Konzerte und Pläne wurden auch in der Presse gewürdigt.
Zusammen mit dem frauen museum wiesbaden gehört sie dem „Aktionsbündnis gegen Femizide“ an.

## Inszenierungen (Auswahl)
- La liberazione di Ruggiero dall’isola d’Alcina (Francesca Caccini)
- Armida (Joseph Haydn)
- Uraufführung der Oper Herzstück (Bernfried E. G. Pröve) nach dem Schauspiel Leben Gundlings Friedrich von Preußen Lessings Schlaf Traum Schrei (Heiner Müller)
- Il Tutore (Johann Adolph Hasse) zur Johann-Adolph-Hasse-Tagung in der Stiftung Kloster Michaelstein (Blankenburg, Sachsen-Anhalt)
- Der Vetter aus Dingsda  (Eduard Künneke)
- Die Zauberflöte im Zirkuszelt
- Die Hochzeit des Figaro (Wolfgang Amadeus Mozart)
- Meisterklasse – Maria Callas (Terrence McNally)
- Der Diener zweier Herren (Goldoni)

Am 1. Februar 2008 hatte ihre Inszenierung der Operette Die schöne Galathée von Franz von Suppè im Pariser Hoftheater in Wiesbaden Premiere.
Anfang September 2008 setzte sie, einer Einladung nach Skala Eressos auf Lesvos folgend, unter dem Titel Sappho’s Lodge die Sapphischen Oden von Sir Granville Bantock in Szene. Dieses Monodram inszenierte sie im September 2015 für die Römerhalle in Bad Kreuznach im Rahmen eines szenischen Liederabends neu.
Ihre Inszenierung der Uraufführung von Warten auf Gotôd hatte im November 2013 in Wiesbaden Premiere.
Am 20. Februar 2016 hatte ihre Fassung von Heute Abend: Lola Blau, des Musicals von Georg Kreisler, Premiere im Internationalen Theater Frankfurt.

## Kontinuierliche Theaterarbeit
Christa Leiffheidt erarbeitete und inszenierte neue (Vermittlungs-)Formen des Musiktheaters für junges Publikum mit Hilfe von Geschichten „aus alter Zeit“: A Hogwarts Gallery und Undine, die kleine Meerjungfrau. Ferner leitet sie Workshops über Bühnenpräsenz und Körpersprache zur Rollengestaltung für Sänger und Sängerinnen, unter anderem auf Gut Immling, in Darmstadt, Wiesbaden, Frankfurt am Main und Kloster Michaelstein.